# NGC 2470
NGC 2470 is een spiraalvormig sterrenstelsel in het sterrenbeeld Kleine Hond. Het hemelobject werd op 24 oktober 1886 ontdekt door de Amerikaanse astronoom Lewis A. Swift.

## Synoniemen
- UGC 4091
- MCG 1-20-9
- ZWG 30.29
- IRAS 07517+0435
- PGC 22137